# De Situ Albanie
De Situ Albanie (dSA) est le nom donné au premier des sept documents écossais trouvé dans le manuscrit de Poppleton, désormais conservé à la Bibliothèque nationale de France à Paris. Il fut probablement rédigé entre 1202 et 1214, sous le règne de Guillaume Ier d'Écosse, par un francophone résidant en Écosse comme introduction à l'ensemble.
Son nom vient des premiers mots de l'œuvre:
"De Situ Albanie que in se figuram hominis habet quomodo fuit primitus is septem regionibus diuisa quibusque nominibus antiquitus sit uocata et a quibus inhabitata"